# Pradosia atroviolacea
Pradosia atroviolacea là một loài thực vật thuộc họ Sapotaceae. Loài này có ở Brasil, Colombia, và Peru.